# Neustift-Innermanzing
Neustift-Innermanzing ist eine Gemeinde mit 1579 Einwohnern (Stand 1. Jänner 2025) im Bezirk St. Pölten in Niederösterreich.

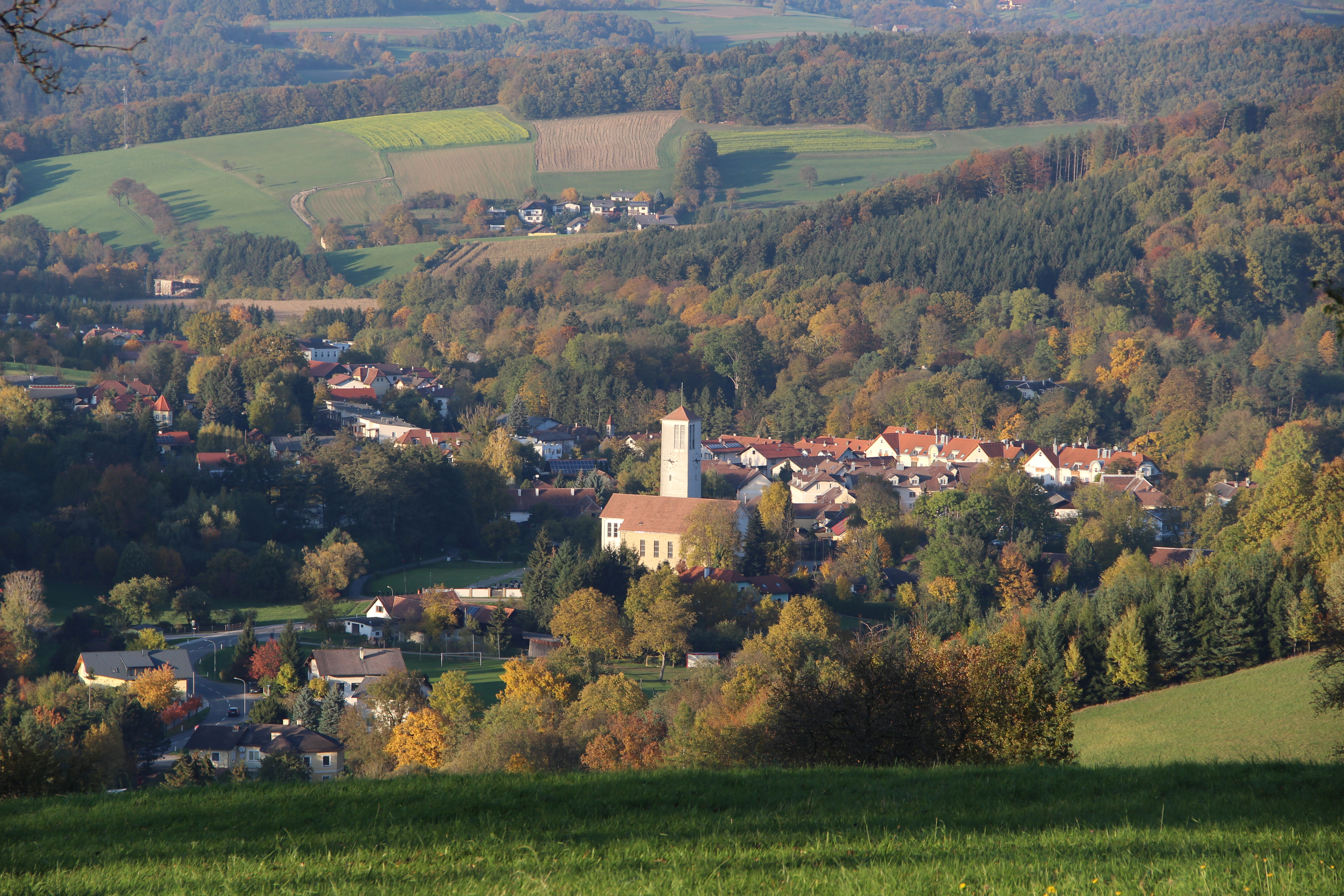
Blick auf Innermanzing

## Geografie
Neustift-Innermanzing liegt im Mostviertel in Niederösterreich am westlichen Rand des Wienerwalds. Das Gebiet wird vom Laabenbach entwässert, der in rund 300 Meter über dem Meer fließt und die Ostgrenze bildet. Nach Westen steigt das Land zu bewaldeten Höhen von über 500 Meter an. Die Fläche der Gemeinde umfasst 14,9 Quadratkilometer. 47 Prozent der Fläche sind bewaldet und über 40 Prozent werden landwirtschaftlich genutzt.

### Gemeindegliederung
Das Gemeindegebiet umfasst folgende 12 Ortschaften (in Klammern Einwohnerzahl Stand 1. Jänner 2025):
- Almerberg (64)
- Aschberg (34)
- Außermanzing (66)
- Barbaraholz (40)
- Eck (49)
- Gießhübl (5)
- Gumpersberg (13)
- Innermanzing (757)
- Mannersdorf (58)
- Neustift (412) samt Kohlhof
- Oberkühberg (48)
- Unterkühberg (33)

Die Gemeinde besteht aus der Katastralgemeinde Neustift-Innermanzing.

### Nachbargemeinden
| Neulengbach |                                             |             |
| Stössing    | Kompassrose, die auf Nachbargemeinden zeigt | Altlengbach |
|             | Brand-Laaben                                |             |

## Geschichte
Im Altertum war das Gebiet Teil der Provinz Noricum.
Der Ort dürfte im Zuge der Urbarmachung des Wienerwaldes entstanden sein. Um 1519 wird er als Manzing auf der Neustift erwähnt. Der Name wurde 1555 in Neustift und 1893 in „Neustift bei Altlengbach“ geändert. Den heutigen Namen Neustift-Innermanzing führt die um 1850 entstandene Gemeinde erst seit 1910. 1955 wurde in Innermanzing der Grundstein für eine eigene Kirche gelegt, die 1967 fertiggestellt wurde.

### Pfarre

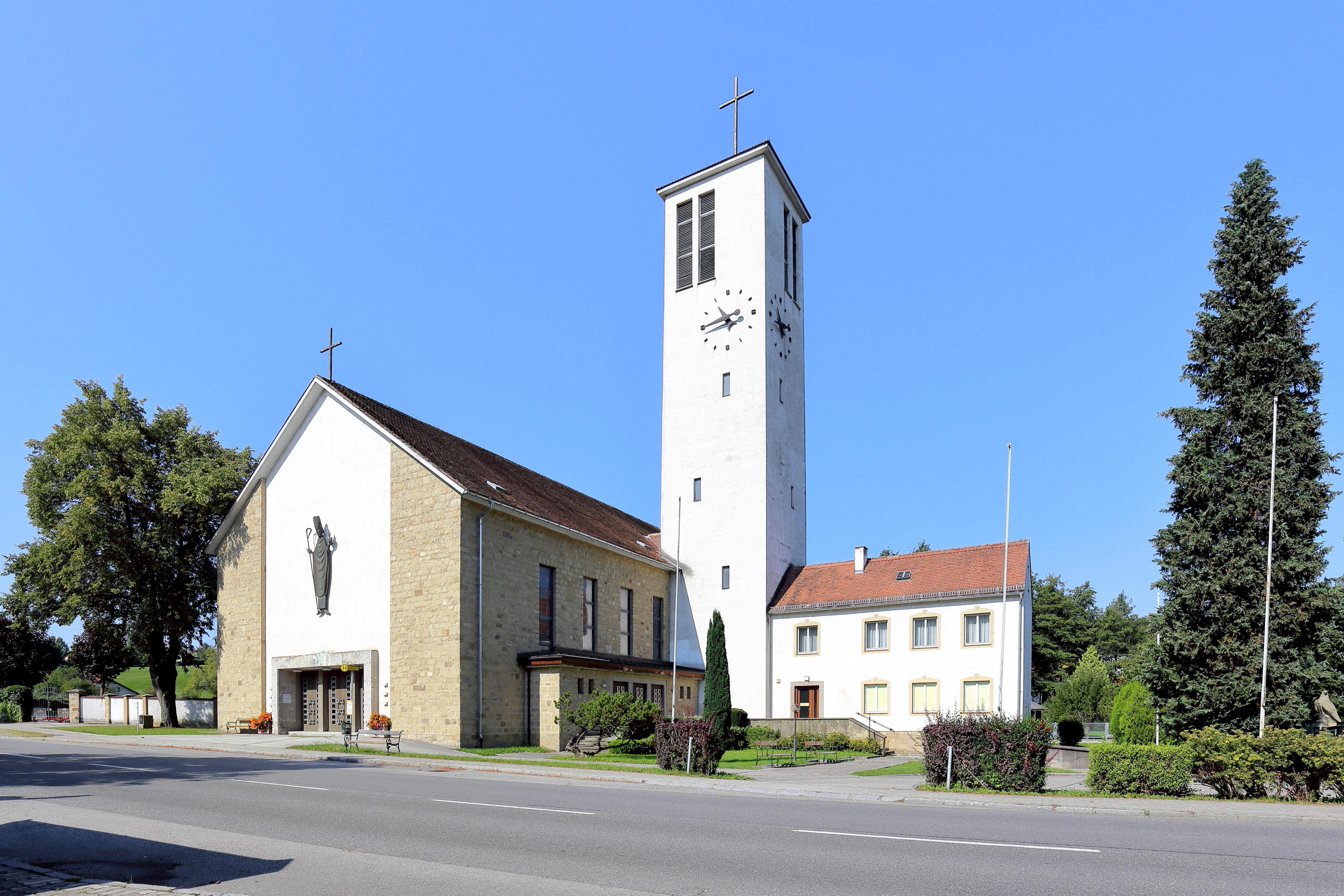
Filialkirche in Innermanzing

Bis Ende 1935 gehörte das gesamte Gemeindegebiet zur röm.-kath. Pfarre St. Christophen und wurde dann der Pfarre Altlengbach zugeschlagen.
Die Filialkirche in Innermanzing wurde auf Initiative von August Khary und nach Plänen von Walter Prutscher errichtet. Die Grundsteinlegung erfolgte am 15. Mai 1955. Das Turmkreuz des 40 m hohen Turmes und vier Glocken wurden im Herbst 1956 geweiht und die Kirche selbst 1967. Im Jahr 1989 wurde südwestseitig der Kirche vom Komitee Dorferneuerung unter Architekt H. Erhart ein Gemeinde-Friedhof angelegt.

### Einwohnerentwicklung

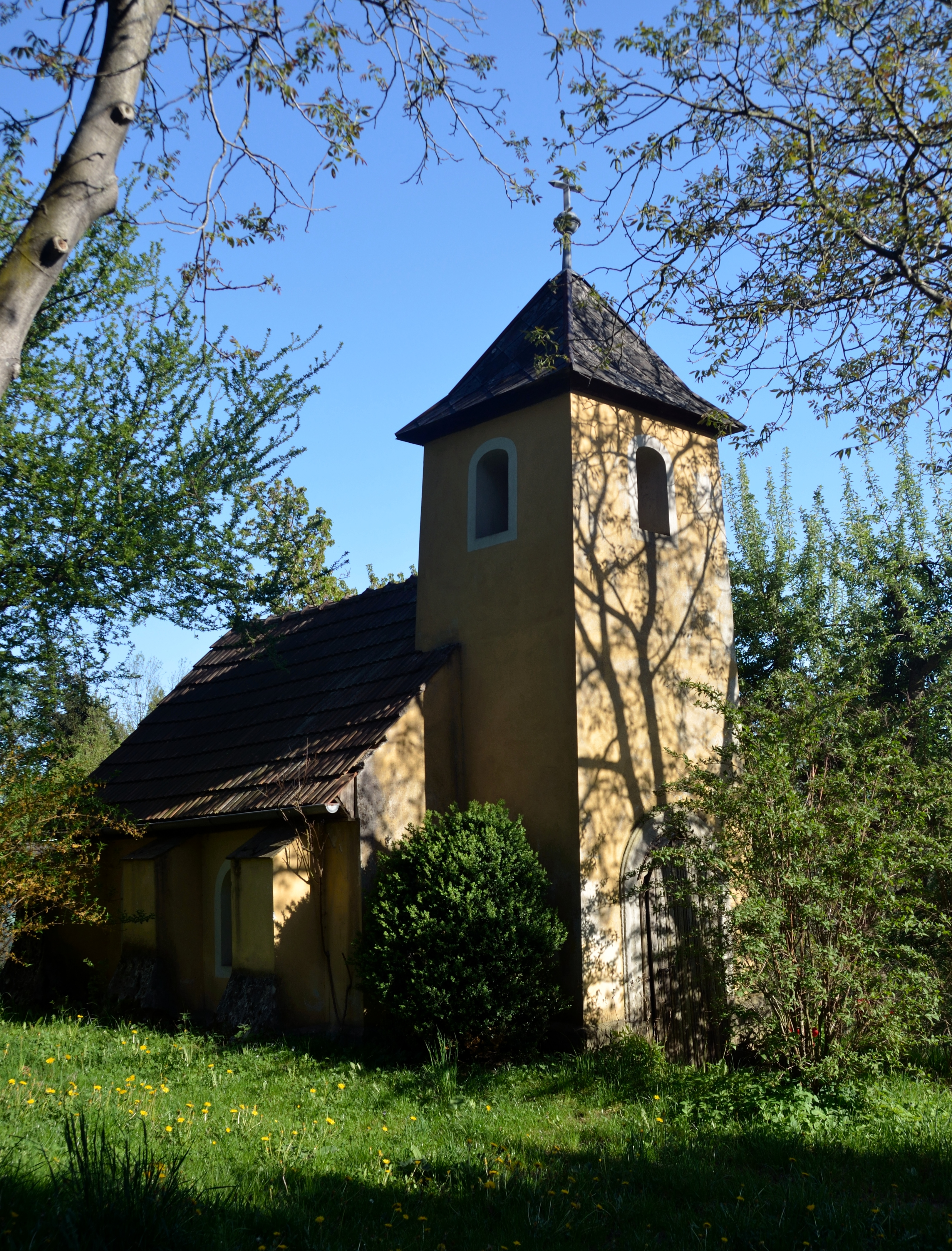
Kapelle Oberkühberg

## Kultur und Sehenswürdigkeiten
- Filialkirche hl. Augustin
- Kapelle Oberkühberg
- II. Wiener Hochquellenleitung

## Wirtschaft und Infrastruktur
Neustift-Innermanzing ist Mitglied der Wienerwald Initiativ Region.

### Wirtschaftssektoren
Von den 39 landwirtschaftlichen Betrieben des Jahres 2010 wurden 17 im Haupt- und 22 im Nebenerwerb geführt. Die Haupterwerbsbauern bewirtschafteten zwei Drittel der Flächen. Im Produktionssektor beschäftigten 15 Firmen der Bauwirtschaft 61 Erwerbstätige. Die größten Arbeitgeber im Dienstleistungssektor waren die Bereiche soziale und öffentliche Dienste (98) und Handel (40 Beschäftigte). Die FEBA Feuerbestattungen GmbH betreibt in Neustift-Innermanzing seit 2018 eines von derzeit (Stand 2021) 17 aktiven Krematorien in Österreich.
| Wirtschaftssektor            | Anzahl Betriebe | Anzahl Betriebe | Erwerbstätige | Erwerbstätige |
| Wirtschaftssektor            | 2011            | 2001            | 2011          | 2001          |
| ---------------------------- | --------------- | --------------- | ------------- | ------------- |
| Land- und Forstwirtschaft 1) | 39              | 40              | 30            | 20            |
| Produktion                   | 18              | 12              | 79            | 113           |
| Dienstleistung               | 77              | 45              | 200           | 139           |

1) Betriebe mit Fläche in den Jahren 2010 und 1999
| Im Jahr 2011 lebten 720 Erwerbstätige in Neustift-Innermanzing. Davon arbeiteten 155 in der Gemeinde, beinahe achtzig Prozent pendelten aus. - Eisenbahn: Der nächste Bahnhof ist Neulengbach an der Westbahn in zehn Kilometer Entfernung. - Straße: An der Nordostgrenze der Gemeinde verläuft die West Autobahn A1. | Die zur Anzeige dieser Grafik verwendete Erweiterung wurde dauerhaft deaktiviert. Wir arbeiten aktuell daran, diese und weitere betroffene Grafiken auf ein neues Format umzustellen. (Mehr dazu) |

## Politik

### Gemeinderat
Der Gemeinderat besteht aus 19 Mitgliedern:
| Partei | 2025    | 2025    | 2020  | 2020    | 2015  | 2015    | 2010  | 2010    | 2005  | 2005    |
| Partei | Prozent | Mandate | %     | Mandate | %     | Mandate | %     | Mandate | %     | Mandate |
| ------ | ------- | ------- | ----- | ------- | ----- | ------- | ----- | ------- | ----- | ------- |
| ÖVP    | 66,97   | 14      | 59,52 | 12      | 52,52 | 10      | 64,87 | 13      | 71,62 | 14      |
| SPÖ    | 15,95   | 3       | 26,89 | 5       | 30,08 | 6       | 22,11 | 4       | 20,77 | 4       |
| GRÜNE  | 4,44    | 0       | 9,76  | 2       | 10,69 | 2       | 5,48  | 1       | 7,61  | 1       |
| FPÖ    | 12,64   | 2       | 3,83  | 0       | 6,71  | 1       | 7,53  | 1       | –     | –       |

### Bürgermeister
Bürgermeisterin der Gemeinde ist Irmgard Schibich, Amtsleiter Andreas Grübl.

### Wappen
Im Jahr 1988 wurde der Gemeinde folgendes Wappen verliehen: Ein von gold auf grün im Tannenschnitt erhöht geteilter Schild mit einem goldenen flammenden Herzen.